# The Flying Fontaines
Pour plus de détails, voir Fiche technique et Distribution.
The Flying Fontaines est un film américain réalisé par George Sherman, sorti en 1959.

## Fiche technique
- Titre français : The Flying Fontaines
- Réalisation : George Sherman
- Scénario : Lee Erwin
- Photographie : Fred Jackman Jr.
- Montage : Saul A. Goodkind
- Pays de production : États-Unis
- Format : Couleurs - 1,85:1
- Genre : drame
- Durée : 84 minutes
- Date de sortie : 1959

## Distribution
- Michael Callan : Rick Rias
- Evy Norlund : Suzanne Fontaine
- Joan Evans : Jan Fontaine
- Rian Garrick : Bill Rand
- Joe De Santis : Roberto Rias
- Roger Perry : Paul Fontaine
- Jeanne Manet : Michele Fontaine
- John van Dreelen : Victor Fontaine
- Barbara Kelly : Margie
- Dorothy Johnson : Sally